# Báo cáo kết quả kinh doanh
Báo cáo kết quả kinh doanh, hay còn gọi là bảng báo cáo lãi lỗ, chỉ ra sự cân bằng giữa thu nhập (doanh thu) và chi phí trong từng kỳ kế toán. Bảng báo cáo này phản ánh tổng hợp tình hình và kết quả hoạt động sản xuất kinh doanh theo từng loại trong một thời kỳ kế toán và tình hình thực hiện nghĩa vụ đối với nhà nước. Báo cáo còn được sử dụng như một bảng hướng dẫn để xem xét doanh nghiệp sẽ hoạt động thế nào trong tương lai.

## Kết cấu
Báo cáo kết quả kinh doanh gồm 2 phần.

### Lãi lỗ
Thể hiện toàn bộ lãi (lỗ) của hoạt động sản xuất kinh doanh và hoạt động tài chính. Bao gồm:
- Doanh thu: bao gồm tổng doanh thu, thuế tiêu thụ đặc biệt, chiết khấu thương mại, giảm giá hàng bán, hàng bán bị trả lại, doanh thu thuần
- Giá vốn hàng bán: Phản ánh toàn bộ chi phí để mua hàng và để sản xuất
- Chi phí hoạt động sản xuất kinh doanh: bao gồm chi phí lưu thông và chi phí quản lý
- Lãi (hoặc lỗ): phản ánh kết quả hoạt động kinh doanh trong kỳ.
- Các khoản trích lục dự phòng

### Tình hình thực hiện nghĩa vụ đối với nhà nước
Bao gồm các chỉ tiêu phản ánh nghĩa vụ đối với nhà nước của doanh nghiệp và các khoản thuế, bảo hiểm xã hội, bảo hiểm y tế, kinh phí hoạt động công đoàn, các khoản chi phí và lệ phí,...

## Phương pháp phân tích bao gồm
- Phân tích theo chiều ngang: phản ánh biến động tăng giảm của từng khoản mục cuối năm so với đầu năm.
- Phân tích theo chiều dọc: Các khoản mục sẽ được so sánh với doanh thu để xác định tỷ lệ kết cấu của từng khoản mục.